# Episodi di Crossing Jordan (prima stagione)
La prima stagione della serie televisiva Crossing Jordan è stata trasmessa in prima visione negli Stati Uniti d'America da NBC tra il 2001 e il 2002.
La stagione è stata trasmessa in prima visione in lingua italiana in Svizzera da TSI 1 dal 2 settembre 2003, con il titolo Jordan; in Italia è stata trasmessa in prima visione satellitare dal 15 maggio al 28 luglio 2004 su Fox Life, e in chiaro da LA7.
| nº | Titolo originale               | Titolo italiano                           | Prima TV USA      | Prima TV Svizzera |
| -- | ------------------------------ | ----------------------------------------- | ----------------- | ----------------- |
| 1  | Pilot                          | Il primo caso                             | 24 settembre 2001 | 2 settembre 2003  |
| 2  | The Dawn of a New Day          | L'alba di un nuovo giorno                 | 1º ottobre 2001   | 9 settembre 2003  |
| 3  | The Ties that Bind             | Vincoli del cuore                         | 8 ottobre 2001    | 16 settembre 2003 |
| 4  | Born to Run                    | Morte in differita                        | 15 ottobre 2001   | 23 settembre 2003 |
| 5  | You Can't Go Home Again        | Non puoi tornare a casa                   | 22 ottobre 2001   | 30 settembre 2003 |
| 6  | Believers                      | Credenti                                  | 29 ottobre 2001   | 7 ottobre 2003    |
| 7  | Sight Unseen                   | Un salto nel passato                      | 12 novembre 2001  | 14 ottobre 2003   |
| 8  | Digger (1 e 2)                 | Lo scavatore (1 e 2 parte)                | 19 novembre 2001  | 21 ottobre 2003   |
| 9  | Digger (1 e 2)                 | Lo scavatore (1 e 2 parte)                | 26 novembre 2001  | 28 ottobre 2003   |
| 10 | Blue Christmas                 | Spirito natalizio                         | 10 dicembre 2001  | 4 novembre 2003   |
| 11 | Wrong Place, Wrong Time        | Nel posto sbagliato, al momento sbagliato | 7 gennaio 2002    | 11 novembre 2003  |
| 12 | Blood Relatives                | Legami di sangue                          | 14 gennaio 2002   | 18 novembre 2003  |
| 13 | Miracles & Wonders             | Miracoli e meraviglie                     | 21 gennaio 2002   | 25 novembre 2003  |
| 14 | Four Fathers                   | Il figlio del boss                        | 28 gennaio 2002   | 2 dicembre 2003   |
| 15 | Acts of Mercy                  | Atti di misericordia                      | 4 febbraio 2002   | 9 dicembre 2003   |
| 16 | Lost and Found                 | Persi e ritrovati                         | 25 febbraio 2002  |                   |
| 17 | Crime and Punishment           | Delitto e castigo                         | 4 marzo 2002      |                   |
| 18 | With Honor                     | Con onore                                 | 18 marzo 2002     |                   |
| 19 | For Harry, with Love & Squalor | Per Harry, con amore e squallore          | 8 aprile 2002     |                   |
| 20 | The Gift of Life               | Il dono della vita                        | 15 aprile 2002    |                   |
| 21 | Someone to Count On            | Qualcuno su cui contare                   | 29 aprile 2002    |                   |
| 22 | Secrets & Lies (1 e 2)         | Segreti e bugie (1 e 2 parte)             | 6 maggio 2002     |                   |
| 23 | Secrets & Lies (1 e 2)         | Segreti e bugie (1 e 2 parte)             | 13 maggio 2002    |                   |